# Nekrospermi
Nekrospermi är en medicinsk term för att sädesvätskan innehåller döda spermier eller spermier som inte kan röra sig, vilket kan vara en orsak till infertilitet hos män. Nekrospermi är förhållandevis ovanligt bland män som utreds för infertilitet, och står för färre än 1 procent av dessa fall. Orsaken är ibland infektioner, och ibland kan problem med bitestiklarna orsaka tillståndet. Ryggmärgsskada kan ge upphov till många spermieproblem, däribland nekrospermi; vissa andra kroniska sjukdomar likaså, liksom förgiftningar. Vid vasektomi kan kroppen börja bilda antikroppar mot spermier, vilket kan ha betydelse om steriliseringen ska återställas.